# Seitokai no Ichizon
Seitokai no Ichizon (яп. 生徒会の一存 Сэйтокай но Итидзон) — серия лайт-новел и манги Сэкина Аой, а также снятое по мотивам книг и манги аниме, вышедшее в 2009 году.

## Сюжет
Школьный совет академии Хэкё состоит из четырех учеников, наиболее популярных среди прочих учеников. Таковыми стали четыре девушки. Также, к ним присоединился единственный парень в совете — Кэн Сугисаки, получивший своё место за то что набрал высший балл на экзаменах. Помимо того что Кэн, дабы попасть в компанию к красивым девушкам стал лучшим учеником, он также является фанатом эрогэ и гаремных концовок и относится к совету, как к своему гарему. Никакой особой потребности в школьном совете академия не испытывает, и поэтому большую часть времени совет бездельничает. Аниме описывает жизнь этого совета.

## Персонажи
Кэн Сугисаки (яп. 杉崎 鍵 Сугисаки Кэн) — главный герой сериала. В прошлом девушки, входящие в совет, так или иначе помогли ему наладить свою жизнь, вследствие чего он вступил в совет и с порога заявил, что любит всех девушек, в совет входящих, и сделает их счастливыми. Кэн является фанатом эроге, в которых предпочитает гаремные концовки, так как в них счастливы все. В совете он незаметно для остальных выполняет всю сложную и рутинную работу, давая девушкам возможность бездельничать и развлекаться. Но, ввиду его нескрываемого отношения к совету как к своему гарему, большую часть времени он не получает от девушек никаких теплых чувств. Сэйю — Такаси Кондо.
Куриму Сакурано (яп. 桜野 くりむ Сакурано Куриму) — глава студенческого совета. Является ровесником всех прочих членов клуба. Однако фактически выглядит и ведёт себя как ребёнок и совершенно не выросла за последний год, по поводу чего сильно комплексует. Также боится потолстеть, но не может отказаться от сладкого. Сэйю — Марико Хонда.
Тидзуру Акаба (яп. 紅葉 知弦 Акаба Тидзуру) — негласная глава студенческого совета. Обожает Куриму, водит её на свидания, кормит с рук и программирует во сне на то, что Куриму принадлежит Тидзуру. Внешне Тидзуру всегда спокойна, но является крайне опасной и обожает издеваться над окружающими. Сэйю — Юка Сайто.
Минацу Сиина (яп. 椎名 深夏 Сиина Минацу) — вице-президент совета. Обожает экшн и все, что с ним связано. В то же время, к удивлению остальных персонажей, хорошо разбирается в математике. Сэйю — Мисудзу Тогаси.
Мафую Сиина (яп. 椎名 真冬 Сиина Мафую) — казначей совета. Боится отношений с парнями, является любительницей яоя и большой фанаткой компьютерных игр. Имеет множество друзей, но исключительно в сети. В реальной жизни — общается только с членами совета. Она является очень милым персонажем, но комплексует по поводу того, что милая внешность — это единственное, что у неё есть, и ей, по её мнению, не хватает особенностей, чтобы не стать стандартной героиней второго плана. Мафую постоянно сочиняет яойные истории с Сугисаки в главной роли. При этом, мальчик Накамегуро, выступающий в этих историях любовником Сугисаки, к огромной радости Мафую, оказался реально существующим персонажем, появившимся в последней серии и совпадал с мальчиком из творчества Мафую как по имени, так и по внешности. Также, Мафую — единственная из «гарема» Сугисаки, кто признался ему в любви. Тем не менее, какое-либо развитие отношений с Кэном, такое, как свидания, её не интересует. Сэйю — Юки Хоринака.